# 威爾斯㹴
威尔士㹴（英語：Welsh Terrier）是一种来自英国的狗品种。它们原用来打猎狐狸，鼠类动物和獾，在上个世纪主要被用来参賽。虽然威尔士梗有了一个新用途，但是它们还有原有的坚固的性格，所以需要嚴紧的训练。威尔士梗来自威尔士，可能是英国最古老的犬种之一。

## 外貌
大多的威尔士梗的头，脚和肚子是黄棕色的，而背上是黑色的。有的雌性的威尔士梗全身是黄棕色。

## 外部連結
- Welsh Terriers and Friends - British-based site about the breed
- The Welsh Terrier Association
- The Welsh Terrier Club of America